# Тиберий Папирий Крас
Тиберий Папирий Крас (на латински: Tiberius Papirius Crassus) e политик от 4 век пр.н.е. на Римската република. Произлиза от патрицииската фамилия Папирии.
През 380 пр.н.е. той е консулски военен трибун с още осем колеги.